# دهستان آبیا
دهستان آبیا (به لاتین: Abja Parish) یک دهستان در استونی با جمعیت ۲٬۷۱۹ نفر است که در شهرستان ویلیاندی واقع شده‌است.